# Quando Teresa verrà
Quando Teresa verrà è l'album di debutto di Marco Ferradini, pubblicato nel 1978.

## Descrizione
Dopo la partecipazione di Ferradini al Festival di Sanremo 1978 con Quando Teresa verrà, viene pubblicato l'album dallo stesso titolo, che contiene anche il lato B del 45 giri (Coppia coppia, che nel 33 giri viene intitolato solo Coppia).
Altri due brani vengono pubblicati su 45 giri, Adriana/San Martino; oltre a quelli citati, sono da ricordare Mezzanotte, un valzer lento, e Karkadè, brano acustico.

## Tracce
1. Gatto
2. Mariù
3. Mezzanotte
4. Marylou
5. Karkadè
6. Adriana
7. Coppia
8. San Martino
9. Quando Teresa verrà

## Formazione
- Marco Ferradini – voce, cori, chitarra acustica, percussioni
- Paolo Del Conte – chitarra
- Paolo Donnarumma – basso
- Flaviano Cuffari – batteria
- Claudio Bazzari – chitarra acustica, chitarra elettrica
- Alessandro Colombini – percussioni, cori
- Francesco La Notte – chitarra
- Aldo Banfi – tastiera, sintetizzatore
- Lucio Fabbri – violino
- Piero Milesi – violoncello
- Hugo Heredia – flauto, cromorno
- Claudio Canevari – flauto, cromorno